# 黑布博恩巴赫河
50°59′32″N 7°08′11″E / 50.99223219611123°N 7.136285907336071°E
黑布博恩巴赫河（德語：Hebborner Bach），是德國的河流，位於該國西部，處於北萊茵-威斯特法倫州，屬於施特倫德河的右支流，河道全長3.4公里，流域面積5.5平方公里。